# Trockenrohr

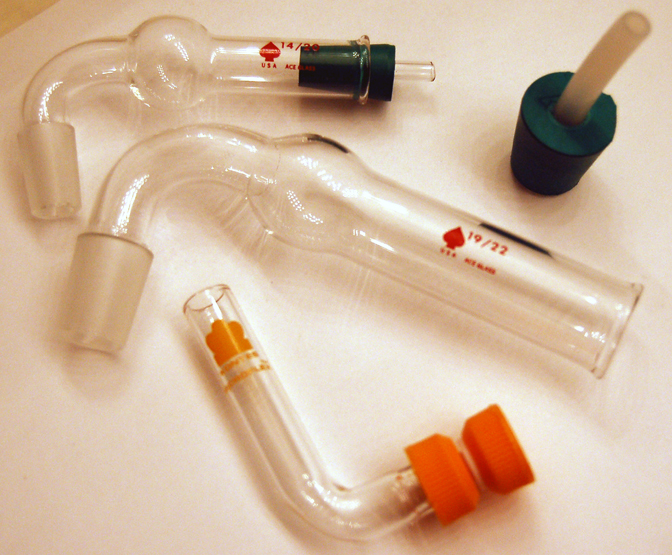
Trockenrohre ohne Befüllung

Das Trockenrohr ist ein gerades, gewinkeltes oder U-förmiges Glasrohr, an einem Ende befindet sich meist ein Normschliff, das zweite Ende ist offen. Es gibt Ausführungsformen mit und ohne Hahnstopfen.

## Befüllung
Man befüllt das Trockenrohr zuerst mit etwas Watte, dann mit festen Trocknungsmitteln (z. B. Calciumchlorid oder Silicagel) und „verschließt“ das offene Ende dann wieder mit etwas Watte.

## Verwendung
Das Trockenrohr wird über den Normschliff auf Gefäße (z. B. Rundkolben) oder Apparaturen gesetzt, in denen sich feuchtigkeitsempfindliche oder hygroskopische Stoffe befinden, die gegenüber Luftfeuchtigkeit geschützt werden sollen.

## Einzelnachweise

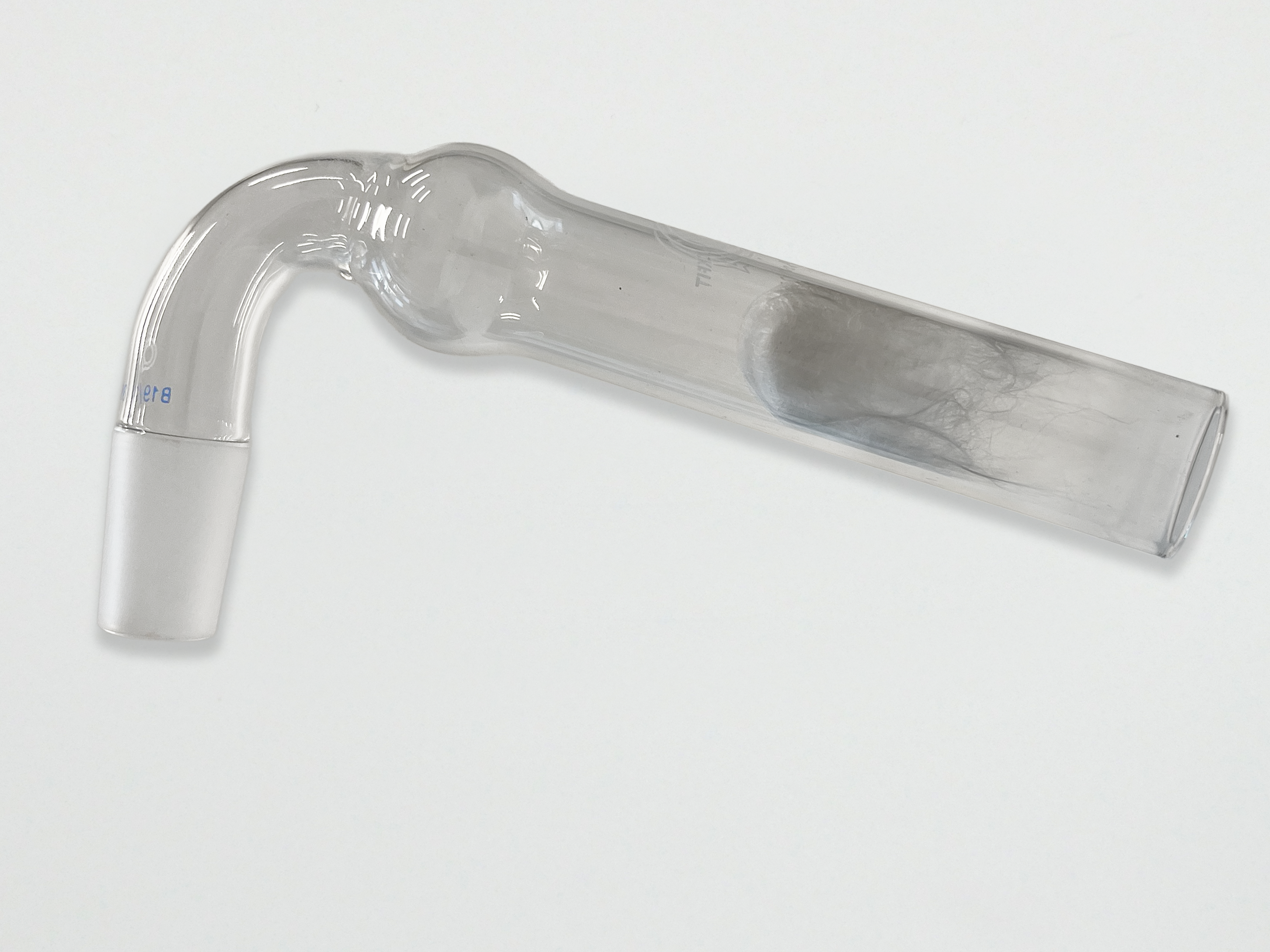
Trockenrohr mit Normschliff und Glaswollefüllung

Trockenrohr, schematische Darstellung